# アキヤマインターナショナル
アキヤマインターナショナル株式会社は、東京都渋谷区に本社を置く、印刷機械の製造販売メーカー。

## 概要
2002年にアキヤマ印刷機製造株式会社より営業譲渡を受け設立された。

## 沿革
- 1948年 - 東京都墨田区にて株式会社秋山機械製作所として創業。
- 1973年 - 東京都葛飾区にてアキヤマ印刷機製造株式会社を設立。
- 1979年 - 本社ビルを新築。
- 1985年 - 茨城県水海道市に新工場を建設。
- 2002年 - アキヤマインターナショナル株式会社設立。